# Les Vieilles Légendes tchèques

Les Vieilles Légendes tchèques (Staré pověsti české) est un long métrage d'animation tchécoslovaque réalisé par Jiří Trnka, sorti en 1953.

## Synopsis
La vie des premiers habitants de Bohême illustrée par une série de sept récits légendaires.

## Fiche technique
- Titre : Les Vieilles Légendes tchèques
- Titre original : Staré pověsti české
- Réalisation : Jiří Trnka
- Scénario : Jiří Trnka, Jiří Brdečka
- Musique : Václav Trojan
- Production :
- Pays d'origine : Tchécoslovaquie
- Technique : marionnettes
- Voix off
- Genre : film d'animation
- Couleur :
- Format : 35 mm
- Durée : 90 minutes
- Date de sortie : 1953

## Commentaire
En 1956 Jiří Trnka commenta ainsi son œuvre : « Je ne pouvais tout simplement pas imaginer qu'on arriverait, dans un film de fiction [en prises de vues réelles], à exprimer d'une manière aussi émouvante le noble pathos des tableaux tirés de la mythologie tchèque que j'ai essayé de rendre accessibles aux spectateurs dans mes Vieilles Légendes tchèques ».

## Distinctions
- 1953 : Lion d'or et prix spécial avec diplôme d'honneur à la Mostra de Venise ; Prix de la Critique suisse au Festival international du film de Locarno (Suisse)
- 1954 : Grand prix dans la catégorie Marionnettes au Festival de cinéma de Montevideo (Uruguay)